# Caracas Challenger
Il Caracas Challenger è stato un torneo professionistico di tennis giocato su campi in cemento indoor. Faceva parte dell'ATP Challenger Series. Si giocava annualmente a Caracas in Venezuela.

## Albo d'oro

### Singolare
| Anno       | Campione          | Finalista        | Punteggio        |
| ---------- | ----------------- | ---------------- | ---------------- |
| 2001       | Julian Knowle     | Michael Kohlmann | 7–6(5), 1–6, 6–3 |
| 2000       | Non disputato     | Non disputato    | Non disputato    |
| 1999       | Younes El Aynaoui | Gastón Etlis     | 6–3, 7–6         |
| 1998       | Adriano Ferreira  | Kepler Orellana  | 6–1, 6–4         |
| 1997- 1994 | Non disputato     | Non disputato    | Non disputato    |
| 1993 (2)   | Mauricio Hadad    | Alex O'Brien     | 7–5, 6–4         |
| 1993       | Danilo Marcelino  | Martin Blackman  | 6–4, 7–5         |
| 1992       | Daniel Vacek      | Andrew Sznajder  | 7–6, 6–4         |

### Doppio
| Anno       | Campioni                           | Finalisti                    | Punteggio     |
| ---------- | ---------------------------------- | ---------------------------- | ------------- |
| 2001       | Julian Knowle Michael Kohlmann     | Tomas Behrend Daniel Melo    | 7–5, 6–3      |
| 2000       | Non disputato                      | Non disputato                | Non disputato |
| 1999       | Gastón Etlis Martín Rodríguez      | José de Armas Jimy Szymanski | 6–4, 6–3      |
| 1998       | Geoff Grant Maurice Ruah (2)       | Gouichi Motomura André Sá    | 4–6, 6–1, 6–2 |
| 1997- 1994 | Non disputato                      | Non disputato                | Non disputato |
| 1993 (2)   | Maurice Ruah (1) Laurence Tieleman | Mark Knowles Alex O'Brien    | 5–7, 6–4, 7–6 |
| 1993       | Richard Matuszewski John Sullivan  | Doug Flach Nicolás Pereira   | 7–6, 7–5      |
| 1992       | Doug Eisenman Tom Mercer           | Brian Joelson Ted Scherman   | 3–6, 6–3, 7–5 |